# Oustalet-szalangána
Az Oustalet-szalangána (Aerodramus germani) a madarak (Aves) osztályának sarlósfecske-alakúak (Apodiformes) rendjébe, ezen belül a  sarlósfecskefélék (Apodidae) családjába tartozó faj.

## Előfordulása
A Fülöp-szigetek, Kína, Indonézia, Laosz, Malajzia, Mianmar, Szingapúr, Thaiföld és Vietnám területén honos.

## Alfajai
- Aerodramus germani amechanus
- Aerodramus germani germani

## Megjelenése
Átlagos testhossza 12 centiméter, testtömege 13-14 gramm. Tollazata felül, feketés barna, de alul sokkal világosabb. Farka kissé villás. Szárnyai hosszúak és keskenyek. Csőre és lábai feketék. A hajnani alfaj – az A. g. germani – farok alatti része fehéres, míg a másik alfajé szürke. Egyesek a két alfajt a szalangána (Aerodramus fuciphagus) alfajainak tekintik.
A madár a barlangokban echolokációra fejlesztett, erős hangokat ad ki.
A himalájai szalangána (Aerodramus brevirostris), amely az Oustalet-szalangánával együtt telel át, sötétebb szürke, mint az A. g. germani alfaj.

## Életmódja
Az Oustalet-szalangána életmódja eléggé változatos. A trópusi és szubtrópusi nedves erdők, a tengerparttól a hegységekig. Tápláléka rovarokból áll, amelyeket röptében kap el. Sokszor társul egyéb sarlósfecske- és fecske-fajokkal.

## Szaporodása
Ez a szalangána-faj, fészkét a barlangok és épületek falára építi. A kosár alakú fészek teljes egészében, csak száraz nyálból áll. A fészek körülbelül 6 centiméter átmérőjű, 1,5 centiméter mély és körülbelül 14 gramm testtömege. Az Oustalet-szalangána tojó 2, ovális, fénytelen, fehér tojást tojik.

## Védettsége
Az Oustalet-szalangána elterjedési területe nagyon nagy; körülbelül 1-10 millió négyzetkilométerre becsülik. E hatalmas területen az állomány is nagy. A Természetvédelmi Világszövetség szerint, a faj távol áll a csökkenőfélben levő státusztól; ezért nem fenyegetett fajnak minősíti az Oustalet-szalangánát. Ahhoz, hogy veszélyeztetettnek minősüljön, három generáción keresztül, azaz 10 év alatt legalább 30 százalékos állománycsökkenést kellene regisztrálni.

## Fordítás
- Ez a szócikk részben vagy egészben  a   German's Swiftlet című angol Wikipédia-szócikk ezen változatának fordításán alapul.  Az eredeti cikk szerkesztőit annak laptörténete sorolja fel. Ez a jelzés csupán a megfogalmazás eredetét és a szerzői jogokat jelzi, nem szolgál a cikkben szereplő információk forrásmegjelöléseként.